# Helicoma dennisii
Helicoma dennisii är en svampart som beskrevs av M.B. Ellis 1963. Helicoma dennisii ingår i släktet Helicoma och familjen Tubeufiaceae.   Inga underarter finns listade i Catalogue of Life.